# Mount Aldaz
Mount Aldaz ist ein 2520 m hoher Berg im Marie-Byrd-Land. Er ragt nahezu unscheinbar aus dem eisbedeckten Usas Escarpment 35 km ostsüdöstlich des Mount Galla auf.
Vermessen wurde er 1959 durch den United States Geological Survey im Zuge der Untersuchung der Executive Committee Range. Das Advisory Committee on Antarctic Names benannte den Berg nach Luis N. Aldaz (1925–2011), spanischer Meteorologe und wissenschaftlicher Leiter der Byrd-Station im Jahr 1960.